# Nationalliga A (1986/1987)
Nationalliga A (1986/1987) – 90. edycja najwyższej piłkarskiej klasy rozgrywkowej w Szwajcarii. W rozgrywkach wzięło udział szesnaście drużyn. Po sezonie spadły cztery drużyny, a w sezonie 1987/1988 liga została zmniejszona do dwunastu zespołów. Mistrzowski tytuł wywalczyła drużyna Neuchâtel Xamax. Królem strzelców ligi został John Eriksen z Servette FC, który zdobył 28 goli.

## Drużyny
| Uczestnicy poprzedniej edycji                                                                                 | Uczestnicy poprzedniej edycji | Uczestnicy poprzedniej edycji | Uczestnicy poprzedniej edycji |
| --- | ----------------------------- | ----------------------------- | ----------------------------- |
| YBO | BSC Young Boys                | 1                             |                               |
| NEU | Neuchâtel Xamax               | 2                             |                               |
| LUZ | FC Luzern                     | 3                             |                               |
| ZUR | FC Zürich                     | 4                             |                               |
| GRA | Grasshopper Club Zurych       | 5                             |                               |
| LAU | FC Lausanne-Sport             | 6                             |                               |
| AAR | FC Aarau                      | 7                             |                               |
| SIO | FC Sion                       | 8                             |                               |
| SER | Servette FC                   | 9                             |                               |
| BAS | FC Basel                      | 10                            |                               |
| GAL | FC Sankt Gallen               | 11                            |                               |
| WET | FC Wettingen                  | 12                            |                               |
| LCF | FC La Chaux-de-Fonds          | 13                            |                               |
| VEV | Vevey Sports                  | 14                            |                               |
| Awans z Nationalligi B (1985/1986)                                                                            |                               |                               |                               |
| LOC | FC Locarno                    | 1                             |                               |
| BEL | AC Bellinzona                 | 2                             |                               |
| Oznaczenia: - kolumna pierwsza – skróty nazw drużyn, - kolumna trzecia – miejsce zajęte w poprzednim sezonie. |                               |                               |                               |

Po poprzednim sezonie spadły: FC Grenchen i FC Baden.

## Rozgrywki

### Tabela
| Lp. | Drużyna                  | M  | Z  | R  | P  | Bramki | Bramki | Różn. | Pkt | Uwagi                                   |
| --- | ------------------------ | -- | -- | -- | -- | ------ | ------ | ----- | --- | --------------------------------------- |
| 1   | Neuchâtel Xamax          | 30 | 21 | 6  | 3  | 75     | 27     | +48   | 48  | Puchar Europy • I runda                 |
| 2   | Grasshopper Club Zurych  | 30 | 19 | 5  | 6  | 60     | 36     | +24   | 43  | Puchar UEFA • 1/32 finału               |
| 3   | FC Sion                  | 30 | 17 | 8  | 5  | 76     | 38     | +38   | 42  | Puchar UEFA • 1/32 finału               |
| 4   | Servette FC              | 30 | 16 | 4  | 10 | 65     | 44     | +21   | 36  |                                         |
| 5   | FC Luzern                | 30 | 12 | 12 | 6  | 55     | 38     | +17   | 36  |                                         |
| 6   | FC Zürich                | 30 | 12 | 12 | 6  | 52     | 44     | +8    | 36  |                                         |
| 7   | FC Sankt Gallen          | 30 | 14 | 6  | 10 | 50     | 43     | +7    | 34  |                                         |
| 8   | FC Lausanne-Sport        | 30 | 13 | 6  | 11 | 64     | 60     | +4    | 32  |                                         |
| 9   | AC Bellinzona            | 30 | 10 | 11 | 9  | 42     | 39     | +3    | 31  |                                         |
| 10  | BSC Young Boys           | 30 | 10 | 8  | 12 | 47     | 45     | +2    | 28  | Puchar Zdobywców Pucharów • 1/16 finału |
| 11  | FC Aarau                 | 30 | 9  | 8  | 13 | 37     | 42     | −5    | 26  | Baraże o Nationalligę A                 |
| 12  | FC Basel                 | 30 | 9  | 6  | 15 | 49     | 62     | −13   | 24  | Baraże o Nationalligę A                 |
| 13  | Vevey Sports (S)         | 30 | 6  | 8  | 16 | 31     | 72     | −41   | 20  | Baraże o Nationalligę A                 |
| 14  | FC Wettingen (S)         | 30 | 6  | 7  | 17 | 31     | 48     | −17   | 19  | Baraże o Nationalligę A                 |
| 15  | FC Locarno (S)           | 30 | 6  | 7  | 17 | 44     | 65     | −21   | 19  | Spadek do Nationalliga B                |
| 16  | FC La Chaux-de-Fonds (S) | 30 | 1  | 4  | 25 | 22     | 97     | −75   | 6   | Spadek do Nationalliga B                |

### Baraże o Nationalligę A
| Drużyna 1    | Wynik dwumeczu | Drużyna 2    | Pierwszy mecz | Drugi mecz |
| ------------ | -------------- | ------------ | ------------- | ---------- |
| FC Aarau     | 9:1            | ES FC Malley | 3:1           | 6:0        |
| FC Basel     | 2:2            | FC Bulle     | 2:2           | 2:2 k.5:3  |
| Vevey Sports | 1:2            | FC Lugano    | 1:1           | 0:1        |
| FC Wettingen | 4:0            | FC Grenchen  | 4:0           | 0:0        |

#### Finały
| Drużyna 1 | Wynik dwumeczu | Drużyna 2    | Pierwszy mecz | Drugi mecz |
| --------- | -------------- | ------------ | ------------- | ---------- |
| FC Basel  | 8:2            | FC Wettingen | 7:0           | 1:2        |
| FC Aarau  | 5:1            | FC Lugano    | 5:0           | 0:1        |

FC Aarau i FC Basel pozostają w Nationallidze A.

## Najlepsi strzelcy
28 bramek
- John Eriksen (Servette FC)

23 bramek
- Steen Thychosen (FC Lausanne-Sport)

20 bramek
- Paulo César (AC Bellinzona)

15 bramek
- Pierre-André Schürmann (FC Lausanne-Sport)
- Dominique Cina (FC Sion)
- Christian Matthey (Grasshopper Club Zurych)

14 bramek
- Beat Sutter (Neuchâtel Xamax)
- Georges Bregy (FC Sion)
- Walter Pellegrini (FC Zürich)

13 bramek
- Christophe Bonvin (FC Sion)